# Zatarcza
Zatarcza (łac. postnotum, phragmanotum, l. mn. postnota, phragmanota) – element szkieletu owadów uskrzydlonych, wchodzący w skład grzbietowej części tułowia.
Zatarcza powstaje przez zespolenie się notum danego segmentu skrzydłotułowia z akrotergitem segmentu następnego. Po wewnętrznej stronie zatarczy, z jej grzebienia antekostalnego tworzą się płytkowate fragmy, których łącznie może być w tułowiu do trzech. Zatarcza jest zwykle silnie wsparta nad pleura dzięki zrośniętym z epimera bocznym wyrostkom postalarnym.
Zatarczę śródtułowia określa się jako mesopostnotum, a zatarczę zatułowia jako metapostnotum. U owadów wykorzystujących w locie obie pary skrzydeł rozwinięte są obie zatarcze, u owadów wykorzystujących tylko tylną parę skrzydeł (np. chrząszcze) tylko metapostnotum, a u wykorzystujących tylko przednią parę (np. muchówki) tylko mesopostnotum.
Zatarcza porównywalna jest ze spinasternum po stronie brzusznej ciała.